# Oroblanco
Oroblanco hay oro blanco (có nghĩa là "màu vàng trắng" trong tiếng Tây Ban Nha) là một giống bưởi không hạt lai giữa bưởi thường (Citrus grandis) và bưởi chùm (C. Paradisi). Giống bưởi mới này được cấp bằng sáng chế vào năm 1981 sau khi được phát triển bởi Robert Soost và James W. Cameron (vào năm 1958) tại trạm thí nghiệm của Đại học California (Riverside).
Bưởi oroblanco sau đó được du nhập vào Israel vào năm 1984, và được gọi với cái tên là "sweetie" (nghĩa là "ngọt ngào", ám chỉ đến vị ngọt của loại bưởi này).

## Mô tả
Oroblanco được lai tạo giữa giống bưởi ngọt lưỡng bội và bưởi chùm tứ bội, kết quả thu được là một giống bưởi tam bội không hạt, ít chua và đắng hơn so với bưởi chùm. Bưởi oroblanco là loài ưa mọc ở vùng khí hậu cận nhiệt đới.
Bưởi oroblanco hình bầu dục, dẹt và lõm vào ở đầu và đít. Vỏ bưởi màu vàng xanh, bóng láng, dày hơn nhiều so với bưởi chùm, tuy nhiên phần vỏ và lớp màng trắng của nó vẫn giữ được vị đắng đặc trưng của hai giống bưởi cha mẹ. Cùi thịt màu vàng rất nhạt, mềm, không hạt, có vị ngọt.
Quả thường chín vào khoảng cuối tháng 10 đến khoảng đầu tháng 4 tùy theo vùng, chứa nhiều vitamin C, chất xơ và kali.

## Sử dụng
Bưởi oroblanco khá ngọt nên chúng thường được dùng trong món tráng miệng. Múi của chúng cũng có thể chế biến các món salad trộn, hoặc ép lấy nước để làm cocktail.

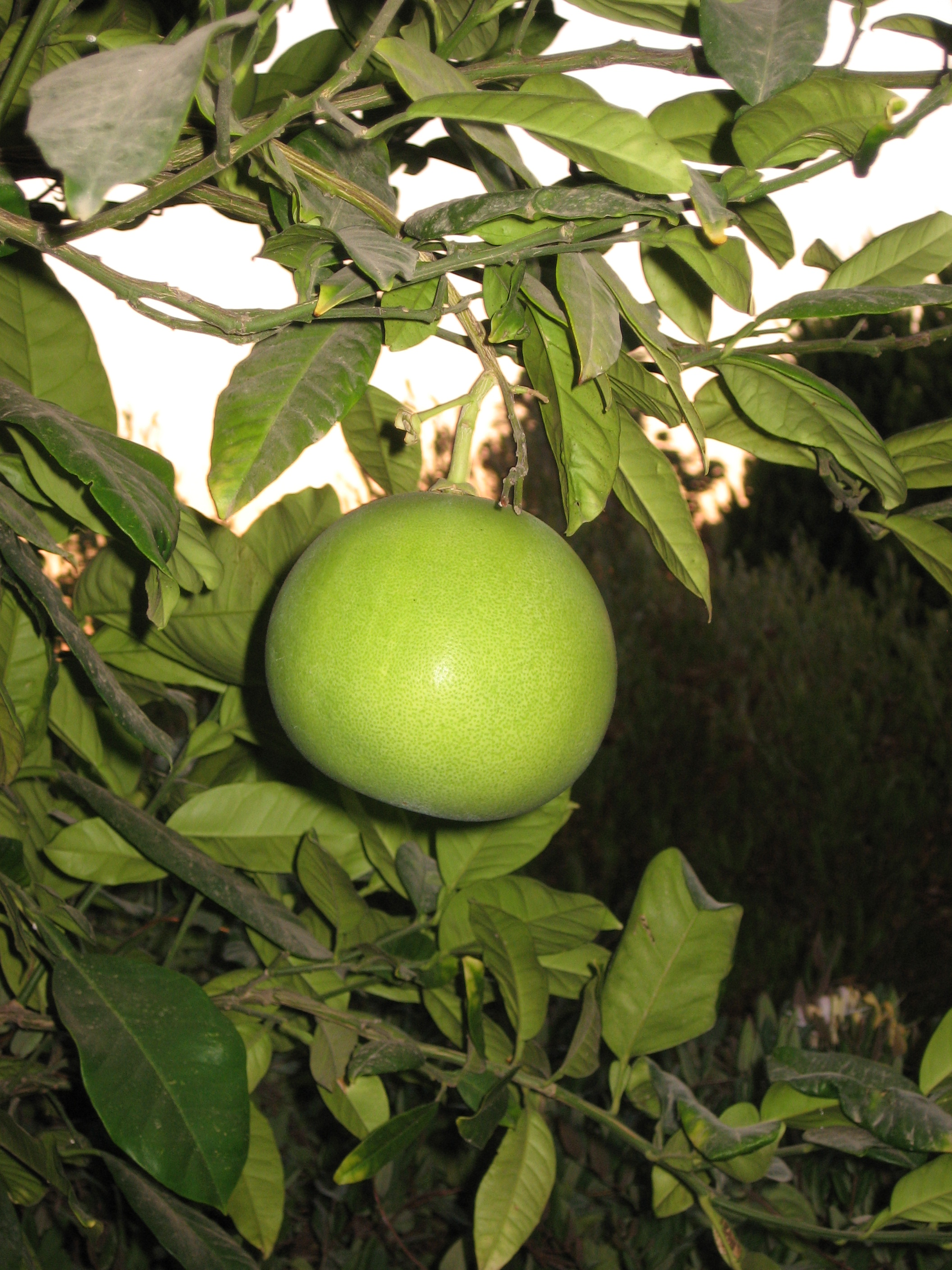
Bưởi oroblanco trên cành